# Santhomyza bezzii
Santhomyza bezzii är en tvåvingeart som först beskrevs av Leander Czerny 1902.  Santhomyza bezzii ingår i släktet Santhomyza och familjen sumpflugor.
Artens utbredningsområde är Italien. Inga underarter finns listade i Catalogue of Life.